# Eksperyment rydzyński
Eksperyment rydzyński – eksperyment pedagogiczny realizowany w latach 1928–1939 w szkole średniej z internatem w Rydzynie przez Tadeusza Łopuszańskiego. 
Miejscem eksperymentu było Prywatne Gimnazjum (a od 1936 roku również liceum) im. Sułkowskich, a ogólnym założeniem wprowadzenie zasady priorytetu kształtowania charakteru uczniów ponad rozwijaniem ich intelektu. Za podstawę programową działalności szkoły przyjęto kładzenie nacisku na rozwój indywidualnych zainteresowań (w których uczeń mógł zdobyć maksimum osiągnięć szkolnych), intensywne wychowanie zdrowotne oraz na rozwój szkolnej samorządności. Ważnym czynnikiem eksperymentu był nacisk na nauczycieli do wychowania dzieci i młodzieży na światłych obywateli kraju z wysokimi walorami moralnymi. Podejmowane działania zmierzały do wyrobienia w przyszłych abiturientach poczucia obowiązku i odpowiedzialności za losy kraju, pozyskania przez nich rozległej wiedzy, a także praktycznego przygotowania do życia.
Wszystkich stu czternastu absolwentów rozpoczęło studia wyższe i w większości je ukończyło. Opatentowali w sumie 150 wynalazków oraz ogłosili ponad 1000 publikacji w 14 językach. Ponad 80% abiturientów walczyło w czasie II wojny światowej, zginęło 29%. W 2005 roku ukazała się książka Jana Glińskiego poświęcona uczniom oraz nauczycielom eksperymentu rydzyńskiego Gimnazjum i Liceum im. Sułkowskich w Rydzynie 1928-1939. Wychowawcy i wychowankowie.